# Боев, Алексей Викторович
Алексей Викторович Боев (24 марта 1979, Бобров — 11 февраля 2005, Назрань) — старший лейтенант ФСБ РФ, сотрудник Управления «В» («Вымпел») Центра специального назначения ФСБ Российской Федерации, участник антитеррористических операций в период Второй чеченской войны. 16-й оперативник управления «В», погибший при исполнении служебных обязанностей.

## Биография

### Ранние годы
Родился 24 марта 1979 года в городе Боброве Воронежской области. Отец — Виктор Александрович, дальнобойщик; есть также старшая сестра Надежда. В детстве увлекался карате, дважды становился бронзовым призёром областных соревнований. Окончил 9 классов средней школы, поступил в СПТУ, которое окончил через три года с красным дипломом по специальности «техник-механик». В 1996 году записался в секцию прыжков с парашютом, совершив 9 прыжков с самолёта Ан-2 и вертолёта Ми-8 (всего за службу совершил 16 прыжков).
В 1998 году поступил в Рязанское гвардейское высшее воздушно-десантное командное училище, на третьем курсе был назначен командиром отделения и отобран для собеседования в управление «В» («Вымпел») Центра специального назначения ФСБ. Окончил училище в 2003 году с дипломом лингвиста-переводчика, удостоверением инструктора по парашютно-десантной подготовке и присвоением звания лейтенанта. Экзамены для попадания в управление «В» сдавал в Москве, несмотря на простуду, и летом того же года был зачислен в 1-й оперативно-боевой отдел управления «Вымпел» (командир — полковник А. В. Баландин).

### Вымпел
Боев получил боевую специализацию снайпера, летом 2004 года на открытом лично-командном первенстве по стрельбе из снайперского оружия по случаю 30-летия отряда «Альфа» занял 3-е место в упражнении «Голова до промаха» (13 попаданий). Неоднократно выезжал на Северный Кавказ для участия в специальных операциях; в связи с турниром был отозван из командировки в Ингушетии, в которой погибли трое его сослуживцев — майор Виктор Дудкин, капитан медслужбы Всеволод Жидков и подполковник, снайпер Андрей Черныш. В сентябре 2004 года должен был отправиться в командировку в Беслан из отпуска, который проводил у родителей, но не успел на самолёт.

### Гибель
11 февраля 2005 года сотрудники «Вымпела» приняли участие в захвате террориста Михаила Курскиева, который был одним из приближённых Аслана Масхадова и участвовал в нападении на Назрань в июне 2004 года, в ходе которого погибли около ста местных жителей, многие из которых были сотрудниками органов МВД и ФСБ. Курскиев скрывался в Назрани у сестры, на чердаке дома 8 по улице Садовой. Старший лейтенант Боев был первым в составе входящей тройки: как только Боев поднялся по лестнице на чердак, Курскиев открыл огонь в упор.
Получивший тяжёлые ранения старший лейтенант сумел уничтожить Курскиева, но и сам скончался, а на первом этаже жилого дома вскоре взорвался газовый котёл, и в доме разгорелся пожар. Оперативникам пришлось уничтожить дом, используя тяжёлое вооружение, чтобы избежать других потерь среди личного состава. Алексей Боев был похоронен на Успенском кладбище города Боброва; похороны прошли с воинскими почестями. За мужество и героизм, проявленные при ликвидации особо опасного преступника, старший лейтенант Алексей Викторович Боев посмертно был удостоен ордена Мужества.

## Память
- В честь Алексея Боева названа улица в его родном городе Боброве[1].
- На здании Бобровской средней школы № 1, где он учился, установлена мемориальная доска, также имя Боева носит школьная детская организация и турнир по баскетболу, проводящийся с 2007 года[1]. В школе регулярно проводятся Уроки мужества и памятные митинги.
- В Назрани установлен обелиск в память о погибшем.